# Пластові флюїди
Пластові флюїди — газ, нафта, пластова вода або їх суміші, якими насичено гірські породи. За Дж. Аміксом виділяють 5 різновидів пластових флюїдів (за фазовим станом):
- «Сухий газ», який характеризується відсутністю в сепараторі рідини, що конденсується.
- «Жирний газ» з газовим чинником 10 000 — 18 000 м3/м3, рідиною густиною менше 0,74 г/см³.
- «Конденсатний газ» з газовим чинником від 1 400 до 12 500 м3/м3 і рідиною гутиною між 0,78 і 0,74 г/см³.
- «Нафта з високою усадкою» з газовим чинником від 180 до 1 400 м3/м3 і густиною 0,74-0,80 г/см³.
- «Нафта з низькою усадкою» з газовим чинником менше 180 м3/м3 і густиною більше 0,80 г/см³.

| Компоненти            | Склад, % мольні | Склад, % мольні    | Склад, % мольні           |
|                       | «Сухий газ»     | «Конденсатний газ» | «Нафта з низькою усадкою» |
| Метан                 | 91,32           | 87,07              | 57,83                     |
| Етан                  | 4,43            | 4,39               | 2,75                      |
| Пропан                | 2,12            | 2,29               | 1,93                      |
| Бутани                | 1,36            | 1,74               | 1,60                      |
| Пентани               | 0,42            | 0,83               | 1,15                      |
| Гексани               | 0,15            | 0,60               | 1,59                      |
| Гептани і більш важкі | 0,20            | 3,08               | 33,15                     |

«Сухий газ» складається в переважній більшості випадків з метану з домішкою етану і дуже невеликої кількості важких вуглеводневих газів.
«Жирний газ» («сирий газ») містить набагато більше важких вуглеводнів, ніж «сухий газ». Тому при збереженні пластової температури цей флюїд знаходиться в однофазному газоподібному стані. При природній міграції флюїду, у випадку попадання його в пласти неглибокого залягання, «жирний газ» може утворити рідку вуглеводневу фазу. «Жирні гази» є проміжною ланкою між «сухими» і «конденсатними газами».
«Конденсатний газ» в порівнянні з «жирним» містить більше важких компонентів; кількість рідини, що виділяється в сепараторі на 1 м3 газу, і її густина також збільшуються.
Головна різниця між «конденсатним газом» та «сухим» і «жирним» — можливість ретроградної ізотермічної конденсації в пластових умовах.
У «нафті з високою усадкою» міститься більше легких вуглеводнів ніж у «нафті з низькою усадкою». Критична температура для перших нафт звичайно ближча до пластової, ніж для «нафти з низькою усадкою». В пластових умовах нафти знаходяться в рідкій фазі.
Відмінність між всіма перерахованими типами пластових вуглеводневих флюїдів визначається поступовою зміною складу: зменшенням частки метану в суміші і збільшенням частки його гомологів в ряді від «сухого газу» до «нафти з низькою усадкою». В таблиці наведені типові склади трьох флюїдів, виражені в мольних відсотках.
Агресивні пластові флюїди — рідкі або газоподібні речовини, переважно вода, нафта, природний газ, газоконденсат або їх суміш, які містяться в продуктивному колекторі і вміщують агресивні компоненти (сірководень, вуглекислий газ, жирні кислоти тощо).